# Richard Kuykendoll
Richard Kuykendoll (* 8. November 1999 in Cibolo, Texas) ist ein US-amerikanischer Leichtathlet, der sich auf den Sprint spezialisiert hat. Seinen größten sportlichen Erfolg feierte er im Jahr 2023 mit dem Gewinn der Goldmedaillen in der 4-mal-400-Meter-Staffel und in der Mixed-Staffel bei den Weltmeisterschaften in Budapest.

## Sportliche Laufbahn
Richard Kuykendoll wuchs in Texas auf und studierte ab 2019 an der University of Incarnate Word, ehe er an die University of Oklahoma wechselte. Erste internationale Erfahrungen sammelte er im Jahr 2023, als er bei den Panamerikanischen Spielen in Santiago de Chile mit der US-amerikanischen Mixed-Staffel über 4-mal 400 Meter in 3:19,41 min gemeinsam mit Demarius Smith, Honour Finley und Jada Griffin die Bronzemedaille hinter den Teams aus der Dominikanischen Republik und Brasilien gewann. Zudem belegte er in 48,66 s den sechsten Platz über 400 Meter und belegte mit der Männerstaffel in 3:08,67 min den fünften Platz.

## Persönliche Bestzeiten
- 400 Meter: 45,25 s, 15. Mai 2022 in Lubbock
  - 400 Meter (Halle): 45,94 s, 24. Februar 2023 in Lubbock